# KBP VSK94
VSK-94는 러시아의 KBP에서 만든 소음저격총이다. 이 총은 9A-91 소총을 기반으로 제작하였다. 400m내의 표적을 정확히 명중시킬 수 있으며, 탄약은 9 × 39 mm탄을 사용한다.
이 총은 가격이 비싼 VSS 빈토레즈 양산형을 목적으로 제작하였다. 이 총은 VSS 빈토레즈과는 달리 소음기를 탈부착 할 수 있으며, 성능도 비슷한데 가격은 더 저렴해서 VSS 빈토레즈를 사용하던 스페츠나츠가 이 총을 채용하였다.

## 대중문화
- PC 게임 《메트로 2033》에서는 이 총을 5.45mm구경으로 개조한 버전이 VSV라는 이름으로 등장한다. 표준 버전과 조준경 장착 버전이 있다.
- PC 게임 《카운터-스트라이크: 온라인》에서 기본등급 저격총으로 등장한다.

온라인